# Sun Yujie
Sun Yujie (chiń. 孙玉洁; ur. 10 sierpnia 1992 w Anshan) – chińska szpadzistka, trzykrotna medalistka olimpijska i czterokrotna medalistka mistrzostw świata.
Na igrzyskach olimpijskich w Londynie w 2012 roku wspólnie z Luo Xiaojuan, Xu Anqi i Li Na wywalczyła drużynowo złoty medal. Na tej samej imprezie była też trzecia indywidualnie, plasując się za Janą Szemiakiną z Ukrainy i Niemką Brittą Heidemann. Podczas rozgrywanych cztery lata później igrzysk olimpijskich w Rio de Janeiro w 2016 roku reprezentacja Chin w składzie: Hao Jialu, Sun Yiwen, Sun Yujie i Xu Anqi zdobyła srebrny medal w zawodach drużynowych. W rywalizacji indywidualnej tym razem zajęła 21. miejsce.
Podczas mistrzostw świata w Katanii w 2011 roku zdobyła indywidualnie srebrny medal, przegrywając walkę finałową z Li Na 7:15. Zdobyła tam również srebrny medal w zawodach drużynowych. Cztery lata później, na mistrzostwach świata w Moskwie, razem z Hao Jialu, Sun Yiwen i Xu Anqi zdobyła drużynowo złoty medal. W tej konkurencji wywalczyła również srebro podczas mistrzostw świata w Lipsku w 2017 roku.
Zdobyła ponadto srebrny medal drużynowo na igrzyskach azjatyckich w Kantonie w 2010 roku oraz złote indywidualnie i drużynowo podczas igrzysk azjatyckich w Inczon w 2014 roku. Kilkukrotnie zdobywała medale mistrzostw Azji, w tym między innymi złoty indywidualnie na MA w Wuxi (2016) oraz drużynowo podczas MA w Seulu (2010), MA w Seulu (2011), MA w Wakayamie (2012), MA w Szanghaju (2013) i MA w Suwon (2014).